# Efekt bazy
Efekt bazy – zjawisko tłumaczące niektóre gwałtowne spadki lub wzrosty na wykresach danych statystycznych, liczonych w wielkościach względnych (rok do roku bądź miesiąc do miesiąca).

## Przykład
Wielkość wydatków konsumpcyjnych w kraju X, liczona miesiąc do miesiąca poprzedniego, wyniosła w styczniu 86% (czyli – wydatki konsumpcyjne w styczniu stanowiły 86% wydatków grudniowych). Nie musi to świadczyć o załamaniu gospodarki – mogło to być spowodowane efektem bazy, czyli bardzo wysokimi wydatkami konsumpcyjnymi w grudniu, związanymi ze świętami.